# Colegio de San Hermenegildo
El colegio de San Hermenegildo fue fundado en Sevilla (Andalucía, España) por los jesuitas en 1580.

## Historia
En 1554 los jesuitas se encontraban instalados en unas casas prestadas por el conde de Olivares en la collación de Santa María de Gracia de la ciudad de Sevilla. En 1558 compraron un edificio propio en la calle Laraña, collación del Salvador. Realizaron un aulario en el mismo y, en 1561, comenzaron impartieron clases Gramática, en 1563 comenzaron con clases de Retórica y en 1564 de Filosofía.
En 1579 compraron unas casas en la calle Las Palmas, frente la Iglesia de San Miguel. El colegio se fundó en este lugar en 1580. Las clases se trasladaron a este colegio entre 1579 y 1580.
En 1581 el edificio de la calle Laraña fue convertido en su Casa Profesa y, en 1609, se situó también en ese edificio el Noviciado de San Luis. A partir de 1731 el templo para el Noviciado fue la Iglesia de San Luis de los Franceses.
A mediados del siglo XVIII este colegio contaba con tres teólogos, tres filósofos, tres gramáticos y un profesor bíblico. Al igual que otras instituciones jesuitas, fue clausurado en 1767, debido a la expulsión de esta orden.
En la actualidad se conserva la antigua iglesia conventual jesuita de San Hermengildo.